# Список национальных эсперанто-организаций
Список национальных эсперанто-организаций — список организаций, деятельность которых направлена на распространение эсперанто в рамках страны или региона.

## Америка
- Аргентина: Аргентинский Эсперанто-Союз (Argentina Esperanto-Ligo) Сайт
- Бразилия: Бразильский Эсперанто-Союз (Brazila Esperanto-Ligo)  Сайт
- Венесуэла: Венесуэльская Эсперанто-Ассоциация (Venezuela Esperanto-Asocio) Сайт
- Канада: Канадская Эсперанто-Ассоциация (Kanada Esperanto-Asocio) Сайт
- Колумбия: Колумбийский Эсперанто-Союз (Kolombia Esperanto-Ligo) Сайт Архивная копия от 18 июля 2020 на Wayback Machine
- Коста-Рика: Коста-риканская Эсперанто-Ассоциация (Kostarika Esperanto-Asocio)
- Куба: Кубинская Эсперанто-Ассоциация (Kuba Esperanto-Asocio)
- Мексика: Мексиканская Эсперанто-Ассоциация (Meksika Esperanto-Federacio) Сайт
- Никарагуа: Эсперанто-клуб в Никарагуа (Esperanto-Klubo de Nikaragvo)
- Перу: Перуанская Эсперанто-Ассоциация (Perua Esperanto-Asocio) Сайт
- США: Эсперанто-США (Esperanto-USA) Сайт
- Уругвай: Уругвайское Эсперанто-Общество (Urugvaja Esperanto-Societo)
- Чили: Чилийская Эсперанто-Ассоциация (Ĉilia Esperanto-Asocio) Сайт

## Азия
- Вьетнам: Вьетнамская Эсперанто-Ассоциация (Vjetnama Esperanto-Asocio) Сайт
- Иран: Иранская Эсперанто-Ассоциация (Irana Esperanto-Asocio)
- Индонезия: Центр Исследования Эсперанто (Centro de Esperanto-Studoj)
- Индия: Федерация Эсперанто Индии (Federacio Esperanto de Barato)
- Камбоджа: Камбоджийская Эсперанто-Ассоциация (Kamboĝa Esperanto-Asocio)
- Китай: Китайский Эсперанто-Союз (Ĉina Esperanto-Ligo) Сайт
  -  Гонконг: Гонконгская Эсперанто-Ассоциация (Honkonga Esperanto-Asocio)
- Малайзия: Малайзийская Эсперанто-Ассоциация (Malajzia Esperanto-Asocio)
- Монголия: Монгольское Эсперанто-Общество (Mongola Esperanto-Societo)
- Непал: Непальская Эсперанто-Ассоциация (Nepala Esperanto-Asocio) Сайт
- Пакистан: Пакистанская Эсперанто-Ассоциация (Pakistana Esperanto-Asocio (PakEsA))
- Сингапур: Сингапурская Эсперанто-Ассоциация (Singapura Esperanto-Asocio)
- Таджикистан: Ассоциация Эсперантистов Таджикистана (Asocio de Esperantistoj de Taĝikio)
- Узбекистан: Эсперанто-Центр (Esperanto-Centro)
- Филиппины: Эсперанто-Ассоциация для Филиппинских островов (Esperanto-Asocio por Filipinoj)
- Шри-Ланка: Шри-Ланкийская Эсперанто-Ассоциация (Srilanka Esperanto-Asocio)
- Южная Корея: Корейская Эсперанто-Ассоциация (Korea Esperanto-Asocio) Сайт
- Япония: Японский Эсперанто-Институт (Japana Esperanto-Instituto) Сайт

## Африка
- Ангола: Ангольская Эсперанто-Ассоциация (Angola Esperanto-Asocio)
- Бенин: Ассоциация Бенинских Эсперантистов (Asocio de Beninaj Esperantistoj)
- Бурунди: Национальная Эсперанто-ассоциация Бурунди (ANEB)
- Гана: Ганское Эсперанто-Движение (Ganaa Esperanto-Movado)
- Зимбабве: Зимбабвийский Эсперанто-Институт (Zimbabva Esperanto-Instituto)
- Камерун: Ассоциация Эсперанто в Камеруне (Asocio pri Esperanto en Kameruno)
- Кения: Кенийская Эсперанто-Ассоциация (Kenja Esperanto-Asocio)
- Коморы: Коморская Эсперанто-Ассоциация (Komora Esperanto-Asocio)
- ДР Конго: Эсперанто-Ассоциация Демократической республики Конго (Demokratia Kongolanda Esperanto-Asocio)
- Кот-д’Ивуар: Кот-д’Ивуарская Эсперанто-Ассоциация (Kotdivuara Esperanto-Asocio)
- Мадагаскар: Мадагаскарское Эсперанто-Объединение(Malagasa Esperanto-Unuiĝo)
- Мали: Малийское Эсперанто-Движение (Malia Esperanto-Movado)
- Нигер: Нигерский Эсперанто-Клуб (Niĝerlanda Esperanto-Klubo)
- Нигер: Эсперанто-Федерация Нигерии (Esperanto-Federacio de Niĝerio)
- Танзания: Танзанийская Эсперанто-Ассоциация (Tanzania Esperanto-Asocio)[1]
- Того: Объединение Того за Эсперанто (Unuiĝo Togolanda por Esperanto) Сайт
- Чад: Эсперанто-Ассоциация Чада (Ĉadia Esperanto-Asocio)
- ЮАР: Эсперанто-Ассоциация Южной Африки (Esperanto-Asocio de Suda Afriko) Сайт

## Западная и Южная Европа
- Австрия: Австрийская Эсперанто-Федерация (Aŭstria Esperanto-Federacio) Сайт
- Бельгия: Бельгийская Эсперанто-Федерация (Belga Esperanto-Federacio (BEF)) Сайт
- Великобритания: Эсперанто-Ассоциация Британии (Esperanto-Asocio de Britio ) Сайт
- Дания: Датская Эсперанто-Ассоциация (Dana Esperanto-Asocio) Сайт
- Германия: Немецкая Эсперанто-Ассоциация (Germana Esperanto-Asocio ) Сайт
- Греция: Греческая Эсперанто-Ассоциация (Helena Esperanto-Asocio) Сайт
- Ирландия: Эсперанто-Ассоциация Ирландии (Esperanto-Asocio de Irlando)
- Исландия: Исландская Эсперанто-Ассоциация (Islanda Esperanto-Asocio)
- Испания: Испанская Эсперанто-Федерация (Hispana Esperanto-Federacio) Сайт
  -  Каталония: Каталонская Эсперанто-Ассоциация (Kataluna Esperanto-Asocio) Сайт
- Италия: Итальянская Эсперанто-Федерация (Itala Esperanto-Federacio) Сайт
- Люксембург: Люксембургская Эсперанто-Ассоциация (Luksemburga Esperanto-Asocio) Сайт
- Мальта: Мальтийское Эсперанто-Общество (Malta Esperanto-Societo)
- Нидерланды: Эсперанто Нидерланды (Esperanto Nederland) Сайт
- Норвегия: Норвежский Эсперантистский Союз (Norvega Esperantista Ligo) Сайт
- Португалия: Португальская Эсперанто-Ассоциация (Portugala Esperanto-Asocio) Сайт
- Финляндия: Эсперанто-Ассоциация Финляндии (Esperanto-Asocio de Finnlando) Сайт
- Франция: Французское Объединение за Эсперанто (Unuiĝo Franca por Esperanto) Сайт
- Швеция: Шведская Эсперанто-Федерация (Sveda Esperanto-Federacio) Сайт
- Швейцария: Швейцарское Эсперанто-Общество (Svisa Esperanto-Societo) Сайт

## Центральная и Восточная Европа
- Албания: Албанский Эсперанто-Союз (Albana Esperanto-Ligo)
- Азербайджан: Азербайджанская Эсперанто-Ассоциация (Azerbajĝana Esperanto-Asocio)
- Армения: Армянское Эсперантистское Объединение (Armena Esperantista Unuiĝo) Сайт
- Болгария: Болгарская Эсперанто-Ассоциация (Bulgara Esperanto-Asocio) Сайт
- Босния и Герцеговина: Лига эсперанто Боснии и Герцеговины (Esperanto-Ligo de Bosnio kaj Hercegovino) Сайт
- Венгрия: Венгерская Эсперанто-Ассоциация (Hungaria Esperanto-Asocio) Сайт
- Грузия: Грузинская Эсперанто-Ассоциация (Kartvelia Esperanto-Asocio)
- Латвия: Латвийская Эсперанто-Ассоциация (Latvia Esperanto-Asocio)
- Литва: Литовская Эсперанто-Ассоциация (Litova Esperanto-Asocio) Сайт
- Македония: Македонский Эсперанто-Союз (Makedonia Esperanto-Ligo)
- Польша: Польская Эсперанто-Ассоциация (Pola Esperanto-Asocio) Сайт
- Россия: Российский Союз Эсперантистов (Rusia Esperantista Unio) Сайт
- Румыния: Эсперанто-Ассоциация Румынии (Esperanto-Asocio de Rumanio)
- Сербия: Сербский Эсперанто-Союз (Serbia Esperanto-Ligo)
- Словакия: Словацкая Эсперанто-Федерация (Slovakia Esperanta Federacio) Сайт
- Словения: Словенский Эсперанто-Союз (Slovenia Esperanto-Ligo) Сайт
- Украина: Украинская Эсперанто-Ассоциация (Ukrainia Esperanto-Asocio) Сайт
- Хорватия: Хорватский Эсперанто-Союз (Kroata Esperanto-Ligo) Сайт
- Чехия: Чешская Эсперанто-Ассоциация (Ĉeĥa Esperanto-Asocio) Сайт
- Эстония: Эсперанто-Ассоциация Эстонии (Esperanto-Asocio de Estonio)

## Океания
- Австралия: Австралийская Эсперанто-Ассоциация (Aŭstralia Esperanto-Asocio) Сайт
- Новая Каледония: Новокаледонская Эсперанто-Ассоциация  (Nov-Kaledonia Esperanto-Asocio)
- Новая Зеландия: Новозеландская Эсперанто-Ассоциация  (Nov-Zelanda Esperanto-Asocio) Сайт

## Ближний Восток и Северная Африка
- Израиль: Эсперанто-Союз в Израиле (Esperanto-Ligo en Israelo) Сайт
- Ливан: Ливанская Эсперанто-Ассоциация (Libana Esperanto-Asocio)